# (395148) Kournine
(395148) Kournine (désignation internationale (395148) Kurnin) est un astéroïde de la ceinture principale.

## Description
(395148) Kournine est un astéroïde de la ceinture principale. Il fut découvert le 10 février 2010 à la station de Zelentchoukskaïa par Timour Valerievitch Kriatchko. Il présente une orbite caractérisée par un demi-grand axe de 2,34 UA, une excentricité de 0,20 et une inclinaison de 4,9° par rapport à l'écliptique.

## Compléments